# Береника (город в Киренаике)
Береника, или Беренекида (др.-греч. Βερενίκη), — в III веке до нашей эры на территории нынешней Ливии город в Киренаике, один из городов «Пентаполя Киренаики», на восточном берегу залива Большого Сирта (Сидра), близ реки Лахона. Именовался в честь Береники II (267/266 — 221 до н. э.), супруги третьего правителя Эллинистического Египта. Ныне — археологический объект недалеко от Бенгази.

## История
Береника была основана в середине III века до нашей эры египетским царем Птолемеем III на мысе Pseudopenias, недалеко от порта города Геспериды (Евгеспериды; Евхеспариды; др.-греч. Εὐεσπερίδες), который был заброшен, с целью возвести новый городской центр, получивший имя жены царя, Береники II. Город укреплялся стараниями царицы; в VI веке крепостные стены были перестроены при римском императоре Юстиниане, при нём также были устроены общественные бани. Городская депопуляция была постепенной, вплоть до арабского завоевания в середине VII века, когда город получил название Бенгази (араб. بنغازي‎, Banghāzī)

## Еврейская община
Поселение евреев в Беренике, как и в других городах греческих колонистов Киренаики, восходит к Птолемею I. Пользуясь правами гражданства, они в то же время составляли независимую муниципальную общину; но во главе евреев стоял не этнарх, как это было в других местах; евреи Береники представляли особое «politeuma» и управлялись собственными архонтами. Греческая надпись, найденная в Беренике и относящаяся, по вычислению Августа Бёка, к 13 году до н. э., цитирует имена девяти еврейских архонтов (Клеантрон, Стратоник, Евфанид, Аристон, Созиген, Соссит, Андромах, Марк и Лаилай).